# Elymnias bercovitzi
Elymnias bercovitzi är en fjärilsart som beskrevs av Chun 1929. Elymnias bercovitzi ingår i släktet Elymnias och familjen praktfjärilar. Inga underarter finns listade i Catalogue of Life.